# Félix Mazauric
Pour les articles homonymes, voir Mazauric.
Félix Mazauric est un pionnier de la spéléologie et de l'archéologie né le 20 septembre 1868 à Valleraugue et mort le 17 mars 1919 à Nîmes.

## Biographie
Fils d'un tailleur d'habits, jeune instituteur, Félix Mazauric passait ses vacances à explorer les grottes cévenoles. Nommé à Camprieu en 1890, il effectua la traversée de l'abîme de Bramabiau le 15 septembre 1890. Cette traversée, réalisée deux ans auparavant par Édouard-Alfred Martel, le marqua durablement.
Mazauric explora inlassablement le réseau et en publia la topographie en 1893. Il participa à la création de la Société de spéléologie (actuelle Fédération française de spéléologie) le 1er février 1895. Spéléologue souvent solitaire, il explora de nombreuses cavités des causses méridionaux (Larzac, causse de Blandas et causse de Campestre) et dressa la première carte spéléologique de cette région. Mazauric étudia le bassin d'alimentation de la Foux de la Vis, dressa la cartographie du canyon depuis Vissec où il dut être instituteur pendant 2 ans, et pénétra de quelques dizaines de mètres dans la source.
Les « Recherches spéléologiques dans le département du Gard 1904-1909 », publiées en juillet 1910 dans Spelunca, le bulletin de la Société de spéléologie, contribuèrent au développement de la spéléologie dans cette région karstique du sud du Massif central et inspirèrent de nombreux spéléologues tel Robert de Joly qui poursuivirent les recherches entreprises par Félix Mazauric. De santé fragile, il dut se ménager et fut alors nommé conservateur des musées archéologiques et monuments romains de la ville de Nîmes en 1906.
Un insecte cavernicole qu'il a découvert à Tharaux en 1902 lui est dédié : le Diaprysius mazaurici, probablement l'insecte décrit par Jules de Malbos en 1854 dans son Mémoire sur les grottes du Vivarais. 
Il est le père de Lucie Mazauric, épouse d'André Chamson, et donc le grand-père de Frédérique Hébrard.
Félix Mazauric a été la première personnalité récompensée par la médaille du Club cévenol en 1896.

## Ouvrages et publications

### Spéléologie
- « Les cavernes de la Boudène », Spelunca, Bulletin et mémoires de la société de spéléologie, no 3, 1895.
- « La spéléologie du Larzac et les origines de la Vis », Compte-rendu du congrès des sociétés savantes 1907, Imprimerie nationale, 1908.
- « Recherches spéléologiques dans le département du Gard, 1904-1909 », Spelunca, Bulletin et mémoires de la société de spéléologie, no 60.
- De nombreux articles publiés dans le Bulletin de la société d'étude des sciences naturelles de Nîmes et du Gard, depuis « Excursion dans les gorges de la Cèze » en 1893 jusqu'à « Excursion aux Concluses » en 1918.

### Archéologie
- Les souterrains de l'amphithéâtre de Nîmes, Clavel, 1910[8].
- Le musée de la Maison Carrée, 1911[9]
- La civilisation romaine à Nîmes, Publication de la ville de Nîmes à l'occasion du XLIe congrès de l'association française pour l'avancement des sciences en 1912.